# أرخوم تشينغلاي
أرخوم تشينغلاي (بالتايلندية: อาคม เฉ่งไล่) (مواليد 11 يونيو 1970) هو ملاكم تايلاندي، مثّل بلاده في الألعاب الأولمبية الصيفية 1992.

## وصلات خارجية
أرخوم تشينغلاي على موقع أوليمبيديا (الإنجليزية)